# Chuang 2020
Produce Camp 2020 (chinês simplificado: 创造营2020, pinyin: Chuàngzàoyíng 2020), oficialmente conhecido como Chuang 2020, é um reality show chinês para formar um grupo feminino, que estreou na Tencent Video em 2 de maio de 2020. É a terceira edição da franquia Produce 101 China. As vencedoras estrearam como o grupo BonBon Girls 303.

## Formato
O programa chamou 101 trainees, permitindo que elas crescessem e melhorassem através de missões, treinamentos e avaliações, sob a liderança e orientação dos mentores. No final, 7 trainees foram escolhidas para formar um grupo.

## Mentores

### Mentores principais
- Huang Zitao[5]
- Luhan
- Victoria Song[6]
- Mao Buyi

### Mentores especiais
- Da Zhangwei
- Wu Yifan
- Qin Hailu

## Participantes
Legenda
- Top 7 da semana
- Salva da eliminação (Trainee de reserva)
- Eliminada no Episódio 4 (primeiro anúncio de classificação)
- Eliminada no Episódio 5
- Eliminada no Episódio 7 (segundo anúncio de classificação)
- Eliminada no Episódio 9 (terceiro anúncio de classificação)
- Eliminada no Episódio 10 (anúncio de classificação final)
- Deixou o programa
- Integrante do grupo de debut

| Empresas                                             | Nome                                    | Avaliação dos jurados  | Avaliação dos jurados  | Classificação | Classificação | Classificação | Classificação | Classificação | Classificação | Classificação     | Classificação     | Classificação     |
| Empresas                                             | Nome                                    | 1                      | 2                      | E02           | E03           | E04           | E05           | E06           | E07           | E08               | E09               | E10               |
| Empresas                                             | Nome                                    | 1                      | 2                      | #             | #             | #             | #             | #             | #             | #                 | #                 | #                 |
| ---------------------------------------------------- | --------------------------------------- | ---------------------- | ---------------------- | ------------- | ------------- | ------------- | ------------- | ------------- | ------------- | ----------------- | ----------------- | ----------------- |
| Trainee Individual                                   | Li Chengxi (李丞汐)                     | B (Principal)          | C (Reserva)            | 59            | 77            | 75 (Reserva)  | 75 (Reserva)  | Eliminada     | Eliminada     | Eliminada         | Eliminada         | Eliminada         |
| 1CM Lingyu Entertainment (1CM领誉)                   | Bi Shaoyan (毕少岩)                     | C (Reserva)            | C (Reserva)            | 43            | 61            | 78            | Eliminada     | Eliminada     | Eliminada     | Eliminada         | Eliminada         | Eliminada         |
| Love Survive (爱声存)                                | Chen Roubing (陈柔冰)                   | F (Assentos Traseiros) | C (Reserva)            | 51            | 80            | 85            | Eliminada     | Eliminada     | Eliminada     | Eliminada         | Eliminada         | Eliminada         |
| White Media (白色系)                                 | Chen Xinye (陈欣叶)                     | F (Assentos Traseiros) | B (Principal)          | 40            | 55            | 72            | Eliminada     | Eliminada     | Eliminada     | Eliminada         | Eliminada         | Eliminada         |
| Bates MeThinks (达意美施)                            | Lana (拉娜)                             | C (Reserva)            | B (Principal)          | 27            | 29            | 43            | 13            | 17            | 26            | 22                | 22                | Eliminada         |
| Danmu Culture (蛋木文化)                             | Winnie Zhong/Zhong Feifei (仲菲菲)      | F (Assentos Traseiros) | C (Reserva)            | 44            | 49            | 47            | 31            | 37            | 34            | 26                | 27                | Eliminada         |
| One Entertaintment (缔壹娱乐)                        | Meng Huan (孟欢)                        | F (Assentos Traseiros) | C (Reserva)            | 61            | 52            | 56            | Eliminada     | Eliminada     | Eliminada     | Eliminada         | Eliminada         | Eliminada         |
| One Entertaintment (缔壹娱乐)                        | Wu Xiaoning (吴晓凝)                    | F (Assentos Traseiros) | F (Assentos Traseiros) | 65            | 93            | 93            | Eliminada     | Eliminada     | Eliminada     | Eliminada         | Eliminada         | Eliminada         |
| One Entertaintment (缔壹娱乐)                        | Yu Yangzi (于扬子)                      | F (Assentos Traseiros) | F (Assentos Traseiros) | 75            | 60            | 24            | 40            | 48            | 50            | Eliminada         | Eliminada         | Eliminada         |
| One Entertaintment (缔壹娱乐)                        | Yu Ziyu (余子鱼)                        | F (Assentos Traseiros) | C (Reserva)            | 70            | 59            | 35            | 43            | 50            | 52            | Eliminada         | Eliminada         | Eliminada         |
| Gonna Star Media (光视传媒)                          | Wang Lina (王丽娜)                      | B (Principal)          | F (Assentos Traseiros) | 35            | 47            | 54            | 48            | 51            | 51            | Eliminada         | Eliminada         | Eliminada         |
| Grammarie Entertainment (果然娱乐)                   | Jiang Zhenyu (姜贞羽)                   | A (Prioridade)         | A (Prioridade)         | 8             | 6             | 6             | 10            | 9             | 9             | Deixou o programa | Deixou o programa | Deixou o programa |
| Hot Idol (好好榜样)                                  | Kang Xi (康汐)                          | F (Assentos Traseiros) | F (Assentos Traseiros) | 37            | 39            | 28            | 19            | 30            | 28            | 34                | 33                | Eliminada         |
| Hot Idol (好好榜样)                                  | Sally/Liu Xiening (刘些宁)              | A (Prioridade)         | C (Reserva)            | 3             | 4             | 5             | 5             | 6             | 6             | 6                 | 7                 | 6                 |
| Hot Idol (好好榜样)                                  | Liu Yulu (刘雨露)                       | F (Assentos Traseiros) | F (Assentos Traseiros) | 45            | 45            | 42            | 56            | 56            | 56            | Eliminada         | Eliminada         | Eliminada         |
| Hot Idol (好好榜样)                                  | Pan Xiaoxue (潘小雪)                    | F (Assentos Traseiros) | C (Reserva)            | 87            | 82            | 79            | Eliminada     | Eliminada     | Eliminada     | Eliminada         | Eliminada         | Eliminada         |
| BG Talent (黑金计划)                                 | Shi Ruiyi (史芮伊)                      | C (Reserva)            | F (Assentos Traseiros) | 57            | 37            | 39            | 53            | 54            | 55            | Eliminada         | Eliminada         | Eliminada         |
| Hey Hou Media (嘿吼传媒)                             | Zhong Xin (钟欣)                        | F (Assentos Traseiros) | F (Assentos Traseiros) | 66            | 42            | 15            | 50            | 41            | 36            | Eliminada         | Eliminada         | Eliminada         |
| Huace Pictures (华策影业)                            | Li Jiajie (李佳洁)                      | F (Assentos Traseiros) | B (Principal)          | 79            | 88            | 88            | Eliminada     | Eliminada     | Eliminada     | Eliminada         | Eliminada         | Eliminada         |
| Huayi Brothers (华谊兄弟聚星)                        | Bian Ka (卞卡)                          | F (Assentos Traseiros) | F (Assentos Traseiros) | 41            | 44            | 31            | 54            | 53            | 53            | Eliminada         | Eliminada         | Eliminada         |
| Huayi Brothers (华谊兄弟聚星)                        | Ding Shiyu (丁诗妤)                     | F (Assentos Traseiros) | F (Assentos Traseiros) | 69            | 64            | 67            | Eliminada     | Eliminada     | Eliminada     | Eliminada         | Eliminada         | Eliminada         |
| Huayi Brothers (华谊兄弟聚星)                        | Huang Ruoyuan (黄若元)                  | F (Assentos Traseiros) | C (Reserva)            | 82            | 94            | 96            | Eliminada     | Eliminada     | Eliminada     | Eliminada         | Eliminada         | Eliminada         |
| Huayi Brothers (华谊兄弟聚星)                        | Wen Jie (文婕)                          | F (Assentos Traseiros) | C (Reserva)            | 73            | 76            | 69            | Eliminada     | Eliminada     | Eliminada     | Eliminada         | Eliminada         | Eliminada         |
| Huayi Brothers (华谊兄弟聚星)                        | Xie Anshi (谢安诗)                      | F (Assentos Traseiros) | F (Assentos Traseiros) | 89            | 97            | 97            | Eliminada     | Eliminada     | Eliminada     | Eliminada         | Eliminada         | Eliminada         |
| Huaying Entertainment (华影艺星)                     | Nene/Zheng Naixin (郑乃馨)              | A (Prioridade)         | B (Principal)          | 4             | 3             | 3             | 3             | 2             | 2             | 7                 | 5                 | 5                 |
| Jaywalk Studio (嘉行传媒)                            | Ao Xinyi (敖心仪)                       | F (Assentos Traseiros) | A (Prioridade)         | 11            | 15            | 17            | 42            | 44            | 37            | Eliminada         | Eliminada         | Eliminada         |
| Jaywalk Studio (嘉行传媒)                            | Cui Wenmeixiu (崔文美秀)                | F (Assentos Traseiros) | B (Principal)          | 50            | 48            | 36            | 51            | 52            | 48            | Eliminada         | Eliminada         | Eliminada         |
| Jaywalk Studio (嘉行传媒)                            | Feng Wanhe (冯琬贺)                     | F (Assentos Traseiros) | B (Principal)          | 72            | 46            | 16            | 30            | 33            | 40            | Eliminada         | Eliminada         | Eliminada         |
| Jaywalk Studio (嘉行传媒)                            | Liu Meng (刘梦)                         | F (Assentos Traseiros) | F (Assentos Traseiros) | 10            | 13            | 13            | 20            | 20            | 20            | 10                | 15                | 14                |
| Jaywalk Studio (嘉行传媒)                            | Tian Jingfan (田京凡)                   | F (Assentos Traseiros) | C (Reserva)            | 39            | 43            | 52            | 16            | 18            | 27            | 20                | 19                | Eliminada         |
| Jaywalk Studio (嘉行传媒)                            | Wang Yijin (王艺瑾)                     | F (Assentos Traseiros) | B (Principal)          | 7             | 7             | 7             | 7             | 7             | 7             | 2                 | 3                 | 3                 |
| Jinhe Media (津禾传媒)                               | Wu Yalu (伍雅露)                        | B (Principal)          | C (Reserva)            | 48            | 38            | 29            | 28            | 19            | 17            | 8                 | 11                | 15                |
| Le Teng Performing Arts (乐腾演艺)                   | Joyce Chu/Zhu Zhuai (朱主爱)            | C (Reserva)            | B (Principal)          | 22            | 14            | 14            | 22            | 28            | 33            | 11                | 8                 | 9                 |
| L.Tao Entertainment (龙韬娱乐)                       | Xu Yiyang (徐艺洋)                      | C (Reserva)            | B (Principal)          | 15            | 11            | 9             | 8             | 8             | 8             | 4                 | 6                 | 8                 |
| The Voice of Dream (梦响强音)                        | Curley Gao/Xilin Nayi Gao (希林娜依·高) | F (Assentos Traseiros) | A (Prioridade)         | 1             | 1             | 1             | 1             | 1             | 1             | 3                 | 2                 | 1                 |
| Nahan Culture (呐喊文化)                             | Lu Xinwei (吕欣蔚)                      | F (Assentos Traseiros) | C (Reserva)            | 100           | 92            | 86            | Eliminada     | Eliminada     | Eliminada     | Eliminada         | Eliminada         | Eliminada         |
| Nahan Culture (呐喊文化)                             | Pang Xueqian (庞雪倩)                   | F (Assentos Traseiros) | C (Reserva)            | 101           | 67            | 77            | Eliminada     | Eliminada     | Eliminada     | Eliminada         | Eliminada         | Eliminada         |
| Nahan Culture (呐喊文化)                             | Wang Ke (王柯)                          | F (Assentos Traseiros) | C (Reserva)            | 78            | 23            | 26            | 18            | 27            | 32            | 19                | 14                | 13                |
| Nahan Culture (呐喊文化)                             | Zhang Chunru (张纯如)                   | F (Assentos Traseiros) | C (Reserva)            | 98            | 91            | 89            | Eliminada     | Eliminada     | Eliminada     | Eliminada         | Eliminada         | Eliminada         |
| Nok Media (诺心传媒)                                 | Zhang Yazhuo (张雅卓)                   | C (Reserva)            | B (Principal)          | 71            | 36            | 40            | 55            | 55            | 54            | Eliminada         | Eliminada         | Eliminada         |
| Qigu Culture (齐鼓文化)                              | Li Yulu (李雨露)                        | F (Assentos Traseiros) | C (Reserva)            | 97            | 72            | 84            | Eliminada     | Eliminada     | Eliminada     | Eliminada         | Eliminada         | Eliminada         |
| Qigu Culture (齐鼓文化)                              | Lin Jiahui (林嘉慧)                     | F (Assentos Traseiros) | B (Principal)          | 53            | 51            | 61            | Eliminada     | Eliminada     | Eliminada     | Eliminada         | Eliminada         | Eliminada         |
| Qigu Culture (齐鼓文化)                              | Tan Sihui (谭思慧)                      | F (Assentos Traseiros) | C (Reserva)            | 94            | 70            | 83            | Eliminada     | Eliminada     | Eliminada     | Eliminada         | Eliminada         | Eliminada         |
| Qigu Culture (齐鼓文化)                              | Wu Miaoyin (吴妙茵)                     | F (Assentos Traseiros) | C (Reserva)            | 88            | 66            | 82            | Eliminada     | Eliminada     | Eliminada     | Eliminada         | Eliminada         | Eliminada         |
| Qiwu Entertainment (齐舞娱乐)                        | Li Zimeng (李紫梦)                      | A (Prioridade)         | B (Principal)          | 30            | 40            | 50            | 44            | 40            | 41            | Eliminada         | Eliminada         | Eliminada         |
| Soundnova Culture (声曜文化)                         | Xie Anran (谢安然)                      | B (Principal)          | F (Assentos Traseiros) | 17            | 18            | 20            | 17            | 24            | 29            | 17                | 21                | Eliminada         |
| TF Entertainment (时代峰峻)                          | Zhang Yifan (张艺凡)                    | F (Assentos Traseiros) | C (Reserva)            | 5             | 5             | 4             | 4             | 5             | 5             | 9                 | 9                 | 7                 |
| Shanghai Star48 Culture Media Group SNH48 (丝芭传媒) | Chen Ke (陈珂)                          | C (Reserva)            | C (Reserva)            | 23            | 20            | 18            | 24            | 16            | 21            | 31                | 31                | Eliminada         |
| Shanghai Star48 Culture Media Group SNH48 (丝芭传媒) | Chen Qiannan (陈倩楠)                   | C (Reserva)            | C (Reserva)            | 19            | 21            | 34            | 26            | 25            | 19            | 24                | 25                | Eliminada         |
| Shanghai Star48 Culture Media Group SNH48 (丝芭传媒) | Huang Enru (黄恩茹)                     | C (Reserva)            | C (Reserva)            | 36            | 32            | 46            | 32            | 42            | 38            | Eliminada         | Eliminada         | Eliminada         |
| Shanghai Star48 Culture Media Group SNH48 (丝芭传媒) | Li Jiaen (李佳恩)                       | C (Reserva)            | C (Reserva)            | 32            | 33            | 41            | 37            | 35            | 35            | 32                | 32                | Eliminada         |
| Shanghai Star48 Culture Media Group SNH48 (丝芭传媒) | Ma Yuling (马玉灵)                      | C (Reserva)            | F (Assentos Traseiros) | 25            | 35            | 44            | 46            | 46            | 46            | Eliminada         | Eliminada         | Eliminada         |
| Shanghai Star48 Culture Media Group SNH48 (丝芭传媒) | Sun Zhenni (孙珍妮)                     | C (Reserva)            | C (Reserva)            | 18            | 17            | 19            | 25            | 11            | 11            | 16                | 18                | Eliminada         |
| Shanghai Star48 Culture Media Group SNH48 (丝芭传媒) | Zhao Yue (赵粤)                         | C (Reserva)            | C (Reserva)            | 12            | 10            | 10            | 6             | 4             | 4             | 1                 | 1                 | 2                 |
| Shangyue Culture AKB48 Team SH (尚越文化)            | Liu Nian (刘念)                         | C (Reserva)            | C (Reserva)            | 28            | 27            | 30            | 21            | 21            | 24            | 12                | 10                | 12                |
| Shangyue Culture AKB48 Team SH (尚越文化)            | Wan Fangzhou (万芳舟)                   | C (Reserva)            | C (Reserva)            | 74            | 58            | 58            | Eliminada     | Eliminada     | Eliminada     | Eliminada         | Eliminada         | Eliminada         |
| Shangyue Culture AKB48 Team SH (尚越文化)            | Wang Yuduo (王雨朵)                     | C (Reserva)            | F (Assentos Traseiros) | 67            | 73            | 68            | Eliminada     | Eliminada     | Eliminada     | Eliminada         | Eliminada         | Eliminada         |
| Shangyue Culture AKB48 Team SH (尚越文化)            | Zhu Ling (朱苓)                         | C (Reserva)            | C (Reserva)            | 54            | 53            | 51            | 52            | 47            | 47            | Eliminada         | Eliminada         | Eliminada         |
| ETM Skies (ETM活力时代)                              | Su Ruiqi (苏芮琪)                       | B (Principal)          | A (Prioridade)         | 13            | 12            | 12            | 11            | 13            | 13            | 18                | 13                | 11                |
| Top One Culture (拓普腕文化)                         | Gao Zhi (高直)                          | F (Assentos Traseiros) | B (Principal)          | 16            | 22            | 48            | 49            | 49            | 49            | Eliminada         | Eliminada         | Eliminada         |
| Top One Culture (拓普腕文化)                         | Liu Shiqi (刘诗琦)                      | F (Assentos Traseiros) | F (Assentos Traseiros) | 60            | 84            | 90            | Eliminada     | Eliminada     | Eliminada     | Eliminada         | Eliminada         | Eliminada         |
| Top One Culture (拓普腕文化)                         | Xie Yingjun (谢樱俊)                    | F (Assentos Traseiros) | F (Assentos Traseiros) | 68            | 89            | 92            | Eliminada     | Eliminada     | Eliminada     | Eliminada         | Eliminada         | Eliminada         |
| Top One Culture (拓普腕文化)                         | Zhao Tianai (赵天爱)                    | F (Assentos Traseiros) | F (Assentos Traseiros) | 99            | 96            | 98            | Eliminada     | Eliminada     | Eliminada     | Eliminada         | Eliminada         | Eliminada         |
| Attitude Music (态度音乐)                            | Sun Lulu (孙露鹭)                       | B (Principal)          | C (Reserva)            | 85            | 95            | 95            | Eliminada     | Eliminada     | Eliminada     | Eliminada         | Eliminada         | Eliminada         |
| TH Entertainment (天浩盛世)                          | Chen Zhuoxuan (陈卓璇)                  | A (Prioridade)         | C (Reserva)            | 2             | 2             | 2             | 2             | 3             | 3             | 5                 | 4                 | 4                 |
| TH Entertainment (天浩盛世)                          | Hu Jiaxin (胡嘉欣)                      | B (Principal)          | B (Principal)          | 24            | 19            | 22            | 14            | 14            | 16            | 28                | 28                | Eliminada         |
| TH Entertainment (天浩盛世)                          | Hu Maer (胡玛尔)                        | B (Principal)          | C (Reserva)            | 42            | 41            | 38            | 27            | 26            | 31            | 33                | 34                | Eliminada         |
| TH Entertainment (天浩盛世)                          | Jiang Dan (姜丹)                        | B (Principal)          | F (Assentos Traseiros) | 52            | 57            | 65            | Eliminada     | Eliminada     | Eliminada     | Eliminada         | Eliminada         | Eliminada         |
| TH Entertainment (天浩盛世)                          | Zeng Xueyao (曾雪瑶)                    | B (Principal)          | A (Prioridade)         | 34            | 26            | 23            | 23            | 22            | 22            | 30                | 30                | Eliminada         |
| TH Entertainment (天浩盛世)                          | Zhang Xinmei (张欣媚)                   | B (Principal)          | F (Assentos Traseiros) | 58            | 63            | 62            | Eliminada     | Eliminada     | Eliminada     | Eliminada         | Eliminada         | Eliminada         |
| EE-Media (天娱传媒)                                  | Miao Jingou (妙静鸥)                    | B (Principal)          | B (Principal)          | 46            | 54            | 55            | 45            | 45            | 42            | Eliminada         | Eliminada         | Eliminada         |
| Vinida Entertainment (万立达娱乐)                    | Hua Chengyan (华承妍)                   | F (Assentos Traseiros) | C (Reserva)            | 20            | 31            | 37            | 41            | 32            | 23            | 15                | 20                | Eliminada         |
| W.M. Media (未美文化)                                | Sun Ruyun (孙如云)                      | B (Principal)          | F (Assentos Traseiros) | 47            | 56            | 57 (Reserva)  | 47            | 38            | 43            | Eliminada         | Eliminada         | Eliminada         |
| Banana Culture (香蕉娱乐)                            | Huang Biyin (黄碧茵)                    | C (Reserva)            | C (Reserva)            | 56            | 65            | 74            | Eliminada     | Eliminada     | Eliminada     | Eliminada         | Eliminada         | Eliminada         |
| Banana Culture (香蕉娱乐)                            | Ji Yangliu (吉扬柳)                     | C (Reserva)            | B (Principal)          | 21            | 25            | 33            | 38            | 43            | 45            | Eliminada         | Eliminada         | Eliminada         |
| Banana Culture (香蕉娱乐)                            | Li Baoyi (李保怡)                       | C (Reserva)            | B (Principal)          | 62            | 68            | 76            | Eliminada     | Eliminada     | Eliminada     | Eliminada         | Eliminada         | Eliminada         |
| Banana Culture (香蕉娱乐)                            | Li Mengqi (李梦琦)                      | C (Reserva)            | C (Reserva)            | 33            | 30            | 32            | 36            | 34            | 30            | 25                | 26                | Eliminada         |
| NewStyle Media (新湃传媒)                            | Wang Yiqiao (王一桥)                    | B (Principal)          | F (Assentos Traseiros) | 29            | 24            | 27            | 33            | 23            | 15            | 21                | 17                | Eliminada         |
| Big Picture Universal (星映环球)                     | Hu Yanan (胡娅楠)                       | F (Assentos Traseiros) | F (Assentos Traseiros) | 92            | 98            | 101           | Eliminada     | Eliminada     | Eliminada     | Eliminada         | Eliminada         | Eliminada         |
| Younger Culture (亚歌文化)                           | Chen Yujin (陈俞瑾)                     | F (Assentos Traseiros) | F (Assentos Traseiros) | 83            | 75            | 60            | Eliminada     | Eliminada     | Eliminada     | Eliminada         | Eliminada         | Eliminada         |
| Turn East Media (意汇传媒)                           | Lin Junyi (林君怡)                      | A (Prioridade)         | A (Prioridade)         | 6             | 8             | 8             | 9             | 10            | 10            | 13                | 12                | 10                |
| Emperor Entertainment (英皇娱乐)                     | Ma Sihui (马思惠)                       | F (Assentos Traseiros) | C (Reserva)            | 26            | 28            | 49            | 39            | 29            | 25            | 27                | 24                | Eliminada         |
| Yongxuan Culture (咏絮文化)                          | Zhang Qing (张清)                       | F (Assentos Traseiros) | C (Reserva)            | 38            | 50            | 45            | 29            | 31            | 18            | 29                | 29                | Eliminada         |
| Yumi Entertainment (优米娱乐)                        | Yuan Jiayi (袁嘉艺)                     | B (Principal)          | F (Assentos Traseiros) | 63            | 69            | 59            | Eliminada     | Eliminada     | Eliminada     | Eliminada         | Eliminada         | Eliminada         |
| Yu Heng Star Theater (玉衡星场)                      | Tu Zhiying (屠芷莹)                     | B (Principal)          | B (Principal)          | 49            | 62            | 53            | 35            | 39            | 44            | Eliminada         | Eliminada         | Eliminada         |
| Joy Pictures (卓然影业)                              | Yao Hui (姚慧)                          | A (Prioridade)         | F (Assentos Traseiros) | 9             | 9             | 11            | 15            | 12            | 12            | 23                | 23                | Eliminada         |
| Asian Idol Factory (AIF娱乐)                         | Li Huiyu (李惠玉)                       | F (Assentos Traseiros) | F (Assentos Traseiros) | 77            | 85            | 73            | Eliminada     | Eliminada     | Eliminada     | Eliminada         | Eliminada         | Eliminada         |
| Asian Idol Factory (AIF娱乐)                         | Song Yumiao (宋宇苗)                    | F (Assentos Traseiros) | F (Assentos Traseiros) | 80            | 83            | 87            | Eliminada     | Eliminada     | Eliminada     | Eliminada         | Eliminada         | Eliminada         |
| Asian Idol Factory (AIF娱乐)                         | Wang Jingxian (王靖贤)                  | F (Assentos Traseiros) | C (Reserva)            | 84            | 90            | 91            | Eliminada     | Eliminada     | Eliminada     | Eliminada         | Eliminada         | Eliminada         |
| Asian Idol Factory (AIF娱乐)                         | Wei Qianni (卫倩妮)                     | F (Assentos Traseiros) | B (Principal)          | 81            | 86            | 81            | Eliminada     | Eliminada     | Eliminada     | Eliminada         | Eliminada         | Eliminada         |
| Asian Idol Factory (AIF娱乐)                         | Xu Xiaohan (许潇晗)                     | F (Assentos Traseiros) | B (Principal)          | 31            | 34            | 25            | 12            | 15            | 14            | 14                | 16                | Eliminada         |
| Papitube                                             | Zhang Xinwen (张馨文)                   | B (Principal)          | B (Principal)          | 14            | 16            | 21            | 34            | 36            | 39            | Eliminada         | Eliminada         | Eliminada         |
| SDT Entertainment                                    | Li Man (鹂蔓)                           | C (Reserva)            | B (Principal)          | 91            | 81            | 71            | Eliminada     | Eliminada     | Eliminada     | Eliminada         | Eliminada         | Eliminada         |
| SDT Entertainment                                    | Shu Yiling (舒一灵)                     | C (Reserva)            | A (Prioridade)         | 90            | 78            | 64            | Eliminada     | Eliminada     | Eliminada     | Eliminada         | Eliminada         | Eliminada         |
| SDT Entertainment                                    | Wang Xiyao (王曦瑶)                     | C (Reserva)            | F (Assentos Traseiros) | 86            | 79            | 70 (Reserva)  | 70 (Reserva)  | Eliminada     | Eliminada     | Eliminada         | Eliminada         | Eliminada         |
| SDT Entertainment                                    | Zeng Shuyan (曾淑岩)                    | C (Reserva)            | B (Principal)          | 76            | 74            | 63            | Eliminada     | Eliminada     | Eliminada     | Eliminada         | Eliminada         | Eliminada         |
| SDT Entertainment                                    | Zhang Xinyun (张馨允)                   | C (Reserva)            | B (Principal)          | 55            | 71            | 66            | Eliminada     | Eliminada     | Eliminada     | Eliminada         | Eliminada         | Eliminada         |
| TOP CLASS Entertainment (TOP CLASS 娱乐)             | Huang Yuqing (黄雨晴)                   | F (Assentos Traseiros) | B (Principal)          | 96            | 101           | 100           | Eliminada     | Eliminada     | Eliminada     | Eliminada         | Eliminada         | Eliminada         |
| TOP CLASS Entertainment (TOP CLASS 娱乐)             | Shen Xiaoting (沈小婷)                  | F (Assentos Traseiros) | B (Principal)          | 64            | 87            | 80            | Eliminada     | Eliminada     | Eliminada     | Eliminada         | Eliminada         | Eliminada         |
| TOP CLASS Entertainment (TOP CLASS 娱乐)             | Wen Xin (温馨)                          | F (Assentos Traseiros) | B (Principal)          | 95            | 100           | 99            | Eliminada     | Eliminada     | Eliminada     | Eliminada         | Eliminada         | Eliminada         |
| TOP CLASS Entertainment (TOP CLASS 娱乐)             | Zhou Yulin (周雨霖)                     | F (Assentos Traseiros) | F (Assentos Traseiros) | 93            | 99            | 94            | Eliminada     | Eliminada     | Eliminada     | Eliminada         | Eliminada         | Eliminada         |

### Top 7
| Classificação | Episódio 2                              | Episódio 3                              | Episódio 4                              | Episódio 5                              | Episódio 6                              | Episódio 7                              | Episódio 8                              | Episódio 9                              | Episódio 10                             |
| ------------- | --------------------------------------- | --------------------------------------- | --------------------------------------- | --------------------------------------- | --------------------------------------- | --------------------------------------- | --------------------------------------- | --------------------------------------- | --------------------------------------- |
| 1             | Curley Gao/Xilin Nayi Gao (希林娜依·高) | Curley Gao/Xilin Nayi Gao (希林娜依·高) | Curley Gao/Xilin Nayi Gao (希林娜依·高) | Curley Gao/Xilin Nayi Gao (希林娜依·高) | Curley Gao/Xilin Nayi Gao (希林娜依·高) | Curley Gao/Xilin Nayi Gao (希林娜依·高) | Zhao Yue (赵粤)                         | Zhao Yue (赵粤)                         | Curley Gao/Xilin Nayi Gao (希林娜依·高) |
| 2             | Chen Zhuoxuan (陈卓璇)                  | Chen Zhuoxuan (陈卓璇)                  | Chen Zhuoxuan (陈卓璇)                  | Chen Zhuoxuan (陈卓璇)                  | Nene/Zheng Naixin (郑乃馨)              | Nene/Zheng Naixin (郑乃馨)              | Wang Yijin (王艺瑾)                     | Curley Gao/Xilin Nayi Gao (希林娜依·高) | Zhao Yue (赵粤)                         |
| 3             | Sally/Liu Xiening (刘些宁)              | Nene/Zheng Naixin (郑乃馨)              | Nene/Zheng Naixin (郑乃馨)              | Nene/Zheng Naixin (郑乃馨)              | Chen Zhuoxuan (陈卓璇)                  | Chen Zhuoxuan (陈卓璇)                  | Curley Gao/Xilin Nayi Gao (希林娜依·高) | Wang Yijin (王艺瑾)                     | Wang Yijin (王艺瑾)                     |
| 4             | Nene/Zheng Naixin (郑乃馨)              | Sally/Liu Xiening (刘些宁)              | Zhang Yifan (张艺凡)                    | Zhang Yifan (张艺凡)                    | Zhao Yue (赵粤)                         | Zhao Yue (赵粤)                         | Xu Yiyang (徐艺洋)                      | Chen Zhuoxuan (陈卓璇)                  | Chen Zhuoxuan (陈卓璇)                  |
| 5             | Zhang Yifan (张艺凡)                    | Zhang Yifan (张艺凡)                    | Sally/Liu Xiening (刘些宁)              | Sally/Liu Xiening (刘些宁)              | Zhang Yifan (张艺凡)                    | Zhang Yifan (张艺凡)                    | Chen Zhuoxuan (陈卓璇)                  | Nene/Zheng Naixin (郑乃馨)              | Nene/Zheng Naixin (郑乃馨)              |
| 6             | Lin Junyi (林君怡)                      | Jiang Zhenyu (姜贞羽)                   | Jiang Zhenyu (姜贞羽)                   | Zhao Yue (赵粤)                         | Sally/Liu Xiening (刘些宁)              | Sally/Liu Xiening (刘些宁)              | Sally/Liu Xiening (刘些宁)              | Xu Yiyang (徐艺洋)                      | Sally/Liu Xiening (刘些宁)              |
| 7             | Wang Yijin (王艺瑾)                     | Wang Yijin (王艺瑾)                     | Wang Yijin (王艺瑾)                     | Wang Yijin (王艺瑾)                     | Wang Yijin (王艺瑾)                     | Wang Yijin (王艺瑾)                     | Nene/Zheng Naixin (郑乃馨)              | Sally/Liu Xiening (刘些宁)              | Zhang Yifan (张艺凡)                    |

## Missões

### Missão 1: Batalha de grupos
Legenda
- Grupo Vencedor
- Center/Líder

| # | Time                                      | Artista original      | Música                                                         | Integrantes do time       | Número de votos do grupo |
| - | ----------------------------------------- | --------------------- | -------------------------------------------------------------- | ------------------------- | ------------------------ |
| 1 | LTG (Huang Zitao e Lu Han)                | Cyndi Wang            | Honey                                                          | Nene/Zheng Naixin         | 20                       |
| 1 | LTG (Huang Zitao e Lu Han)                | Cyndi Wang            | Honey                                                          | Bian Ka                   | 20                       |
| 1 | LTG (Huang Zitao e Lu Han)                | Cyndi Wang            | Honey                                                          | Huang Enru                | 20                       |
| 1 | LTG (Huang Zitao e Lu Han)                | Cyndi Wang            | Honey                                                          | Wan Fangzhou              | 20                       |
| 1 | LTG (Huang Zitao e Lu Han)                | Cyndi Wang            | Honey                                                          | Wu Yalu                   | 20                       |
| 1 | LTG (Huang Zitao e Lu Han)                | Cyndi Wang            | Honey                                                          | Zhang Yifan               | 20                       |
| 1 | LTG (Huang Zitao e Lu Han)                | Cyndi Wang            | Honey                                                          | Zhao Tianai               | 20                       |
| 1 | Bu Song (不宋) (Victoria Song e Mao Buyi) | Zhang Qiang           | 手扶拖拉机斯基 (Tractor Sky)                                   | Jiang Dan                 | 1                        |
| 1 | Bu Song (不宋) (Victoria Song e Mao Buyi) | Zhang Qiang           | 手扶拖拉机斯基 (Tractor Sky)                                   | Li Baoyi                  | 1                        |
| 1 | Bu Song (不宋) (Victoria Song e Mao Buyi) | Zhang Qiang           | 手扶拖拉机斯基 (Tractor Sky)                                   | Lin Jiahui                | 1                        |
| 1 | Bu Song (不宋) (Victoria Song e Mao Buyi) | Zhang Qiang           | 手扶拖拉机斯基 (Tractor Sky)                                   | Ma Yuling                 | 1                        |
| 1 | Bu Song (不宋) (Victoria Song e Mao Buyi) | Zhang Qiang           | 手扶拖拉机斯基 (Tractor Sky)                                   | Wang Lina                 | 1                        |
| 1 | Bu Song (不宋) (Victoria Song e Mao Buyi) | Zhang Qiang           | 手扶拖拉机斯基 (Tractor Sky)                                   | Wen Jie                   | 1                        |
| 2 | LTG (Huang Zitao e Lu Han)                | Jolin Tsai            | 招牌动作 （Signature Move）                                    | Sally/Liu Xiening         | 5                        |
| 2 | LTG (Huang Zitao e Lu Han)                | Jolin Tsai            | 招牌动作 （Signature Move）                                    | Hua Chengyan              | 5                        |
| 2 | LTG (Huang Zitao e Lu Han)                | Jolin Tsai            | 招牌动作 （Signature Move）                                    | Li Mengqi                 | 5                        |
| 2 | LTG (Huang Zitao e Lu Han)                | Jolin Tsai            | 招牌动作 （Signature Move）                                    | Li Zimeng                 | 5                        |
| 2 | LTG (Huang Zitao e Lu Han)                | Jolin Tsai            | 招牌动作 （Signature Move）                                    | Wang Ke                   | 5                        |
| 2 | LTG (Huang Zitao e Lu Han)                | Jolin Tsai            | 招牌动作 （Signature Move）                                    | Xu Yiyang                 | 5                        |
| 2 | LTG (Huang Zitao e Lu Han)                | Jolin Tsai            | 招牌动作 （Signature Move）                                    | Zeng Shuyan               | 5                        |
| 2 | Bu Song (不宋) (Victoria Song e Mao Buyi) | Elva Hsiao            | 潇洒小姐 (Ms Chic)                                             | Zeng Xueyao               | 16                       |
| 2 | Bu Song (不宋) (Victoria Song e Mao Buyi) | Elva Hsiao            | 潇洒小姐 (Ms Chic)                                             | Ao Xinyi                  | 16                       |
| 2 | Bu Song (不宋) (Victoria Song e Mao Buyi) | Elva Hsiao            | 潇洒小姐 (Ms Chic)                                             | Jiang Zhenyu              | 16                       |
| 2 | Bu Song (不宋) (Victoria Song e Mao Buyi) | Elva Hsiao            | 潇洒小姐 (Ms Chic)                                             | Lin Junyi                 | 16                       |
| 2 | Bu Song (不宋) (Victoria Song e Mao Buyi) | Elva Hsiao            | 潇洒小姐 (Ms Chic)                                             | Shu Yiling                | 16                       |
| 2 | Bu Song (不宋) (Victoria Song e Mao Buyi) | Elva Hsiao            | 潇洒小姐 (Ms Chic)                                             | Su Ruiqi                  | 16                       |
| 2 | Bu Song (不宋) (Victoria Song e Mao Buyi) | Elva Hsiao            | 潇洒小姐 (Ms Chic)                                             | Curley Gao/Xilin Nayi Gao | 16                       |
| 3 | LTG (Huang Zitao e Lu Han)                | Kris Wu               | 大碗宽面 (Big Bowl Thick Noodles)                              | Tu Zhiying                | 20                       |
| 3 | LTG (Huang Zitao e Lu Han)                | Kris Wu               | 大碗宽面 (Big Bowl Thick Noodles)                              | Chen Ke                   | 20                       |
| 3 | LTG (Huang Zitao e Lu Han)                | Kris Wu               | 大碗宽面 (Big Bowl Thick Noodles)                              | Chen Roubing              | 20                       |
| 3 | LTG (Huang Zitao e Lu Han)                | Kris Wu               | 大碗宽面 (Big Bowl Thick Noodles)                              | Li Huiyu                  | 20                       |
| 3 | LTG (Huang Zitao e Lu Han)                | Kris Wu               | 大碗宽面 (Big Bowl Thick Noodles)                              | Song Yumiao               | 20                       |
| 3 | LTG (Huang Zitao e Lu Han)                | Kris Wu               | 大碗宽面 (Big Bowl Thick Noodles)                              | Sun Lulu                  | 20                       |
| 3 | LTG (Huang Zitao e Lu Han)                | Kris Wu               | 大碗宽面 (Big Bowl Thick Noodles)                              | Wei Qianni                | 20                       |
| 3 | Bu Song (不宋) (Victoria Song e Mao Buyi) | Sihan (李思瀚)        | 窒息 (Suffocated)                                              | Lana                      | 1                        |
| 3 | Bu Song (不宋) (Victoria Song e Mao Buyi) | Sihan (李思瀚)        | 窒息 (Suffocated)                                              | Huang Ruoyuan             | 1                        |
| 3 | Bu Song (不宋) (Victoria Song e Mao Buyi) | Sihan (李思瀚)        | 窒息 (Suffocated)                                              | Li Jiajie                 | 1                        |
| 3 | Bu Song (不宋) (Victoria Song e Mao Buyi) | Sihan (李思瀚)        | 窒息 (Suffocated)                                              | Lu Xinwei                 | 1                        |
| 3 | Bu Song (不宋) (Victoria Song e Mao Buyi) | Sihan (李思瀚)        | 窒息 (Suffocated)                                              | Meng Huan                 | 1                        |
| 3 | Bu Song (不宋) (Victoria Song e Mao Buyi) | Sihan (李思瀚)        | 窒息 (Suffocated)                                              | Zhang Qing                | 1                        |
| 4 | LTG (Huang Zitao e Lu Han)                | Stefanie Sun          | 神奇 (Magical)                                                 | Wang Yijin                | 1                        |
| 4 | LTG (Huang Zitao e Lu Han)                | Stefanie Sun          | 神奇 (Magical)                                                 | Gao Zhi                   | 1                        |
| 4 | LTG (Huang Zitao e Lu Han)                | Stefanie Sun          | 神奇 (Magical)                                                 | Ji Yangliu                | 1                        |
| 4 | LTG (Huang Zitao e Lu Han)                | Stefanie Sun          | 神奇 (Magical)                                                 | Pan Xiaoxue               | 1                        |
| 4 | LTG (Huang Zitao e Lu Han)                | Stefanie Sun          | 神奇 (Magical)                                                 | Pang Xueqian              | 1                        |
| 4 | LTG (Huang Zitao e Lu Han)                | Stefanie Sun          | 神奇 (Magical)                                                 | Zhang Xinyun              | 1                        |
| 4 | LTG (Huang Zitao e Lu Han)                | Stefanie Sun          | 神奇 (Magical)                                                 | Zhao Yue                  | 1                        |
| 4 | Bu Song (不宋) (Victoria Song e Mao Buyi) | Ikimono-gakari        | 青鸟 (Blue Bird)                                               | Huang Yuqing              | 20                       |
| 4 | Bu Song (不宋) (Victoria Song e Mao Buyi) | Ikimono-gakari        | 青鸟 (Blue Bird)                                               | Huang Biyin               | 20                       |
| 4 | Bu Song (不宋) (Victoria Song e Mao Buyi) | Ikimono-gakari        | 青鸟 (Blue Bird)                                               | Li Man                    | 20                       |
| 4 | Bu Song (不宋) (Victoria Song e Mao Buyi) | Ikimono-gakari        | 青鸟 (Blue Bird)                                               | Ma Sihui                  | 20                       |
| 4 | Bu Song (不宋) (Victoria Song e Mao Buyi) | Ikimono-gakari        | 青鸟 (Blue Bird)                                               | Wang Jingxian             | 20                       |
| 4 | Bu Song (不宋) (Victoria Song e Mao Buyi) | Ikimono-gakari        | 青鸟 (Blue Bird)                                               | Zhang Yazhuo              | 20                       |
| 4 | Bu Song (不宋) (Victoria Song e Mao Buyi) | Ikimono-gakari        | 青鸟 (Blue Bird)                                               | Winnie Zhong/Zhong Feifei | 20                       |
| 5 | LTG (Huang Zitao e Lu Han)                | Marian Hill           | One time                                                       | Bi Shaoyan                | 10                       |
| 5 | LTG (Huang Zitao e Lu Han)                | Marian Hill           | One time                                                       | Chen Qiannan              | 10                       |
| 5 | LTG (Huang Zitao e Lu Han)                | Marian Hill           | One time                                                       | Li Jiaen                  | 10                       |
| 5 | LTG (Huang Zitao e Lu Han)                | Marian Hill           | One time                                                       | Liu Yulu                  | 10                       |
| 5 | LTG (Huang Zitao e Lu Han)                | Marian Hill           | One time                                                       | Wen Xin                   | 10                       |
| 5 | LTG (Huang Zitao e Lu Han)                | Marian Hill           | One time                                                       | Xu Xiaohan                | 10                       |
| 5 | LTG (Huang Zitao e Lu Han)                | Marian Hill           | One time                                                       | Zhang Xinmei              | 10                       |
| 5 | Bu Song (不宋) (Victoria Song e Mao Buyi) | High4/IU              | 除了爱情春天和樱花 (Apart from Spring, Love e Cherry Blossoms) | Joyce Chu/Zhu Zhuai       | 11                       |
| 5 | Bu Song (不宋) (Victoria Song e Mao Buyi) | High4/IU              | 除了爱情春天和樱花 (Apart from Spring, Love e Cherry Blossoms) | Chen Zhuoxuan             | 11                       |
| 5 | Bu Song (不宋) (Victoria Song e Mao Buyi) | High4/IU              | 除了爱情春天和樱花 (Apart from Spring, Love e Cherry Blossoms) | Cui Wenmeixiu             | 11                       |
| 5 | Bu Song (不宋) (Victoria Song e Mao Buyi) | High4/IU              | 除了爱情春天和樱花 (Apart from Spring, Love e Cherry Blossoms) | Hu Jiaxin                 | 11                       |
| 5 | Bu Song (不宋) (Victoria Song e Mao Buyi) | High4/IU              | 除了爱情春天和樱花 (Apart from Spring, Love e Cherry Blossoms) | Hu Maer                   | 11                       |
| 5 | Bu Song (不宋) (Victoria Song e Mao Buyi) | High4/IU              | 除了爱情春天和樱花 (Apart from Spring, Love e Cherry Blossoms) | Shi Ruiyi                 | 11                       |
| 5 | Bu Song (不宋) (Victoria Song e Mao Buyi) | High4/IU              | 除了爱情春天和樱花 (Apart from Spring, Love e Cherry Blossoms) | Wang Xiyao                | 11                       |
| 6 | LTG (Huang Zitao e Lu Han)                | Wang Chaofan (汪超凡) | 随便 (Whatever)                                                | Zhong Xin                 | 14                       |
| 6 | LTG (Huang Zitao e Lu Han)                | Wang Chaofan (汪超凡) | 随便 (Whatever)                                                | Chen Xinye                | 14                       |
| 6 | LTG (Huang Zitao e Lu Han)                | Wang Chaofan (汪超凡) | 随便 (Whatever)                                                | Hu Yanan                  | 14                       |
| 6 | LTG (Huang Zitao e Lu Han)                | Wang Chaofan (汪超凡) | 随便 (Whatever)                                                | Li Chengxi                | 14                       |
| 6 | LTG (Huang Zitao e Lu Han)                | Wang Chaofan (汪超凡) | 随便 (Whatever)                                                | Tan Sihui                 | 14                       |
| 6 | LTG (Huang Zitao e Lu Han)                | Wang Chaofan (汪超凡) | 随便 (Whatever)                                                | Xie Anshi                 | 14                       |
| 6 | Bu Song (不宋) (Victoria Song e Mao Buyi) | Wakin Chau            | 刀剑如梦 (A Life of Fighting is But A Dream)                   | Liu Shiqi                 | 7                        |
| 6 | Bu Song (不宋) (Victoria Song e Mao Buyi) | Wakin Chau            | 刀剑如梦 (A Life of Fighting is But A Dream)                   | Li Yulu                   | 7                        |
| 6 | Bu Song (不宋) (Victoria Song e Mao Buyi) | Wakin Chau            | 刀剑如梦 (A Life of Fighting is But A Dream)                   | Miao Jingou               | 7                        |
| 6 | Bu Song (不宋) (Victoria Song e Mao Buyi) | Wakin Chau            | 刀剑如梦 (A Life of Fighting is But A Dream)                   | Shen Xiaoting             | 7                        |
| 6 | Bu Song (不宋) (Victoria Song e Mao Buyi) | Wakin Chau            | 刀剑如梦 (A Life of Fighting is But A Dream)                   | Wang Yiqiao               | 7                        |
| 6 | Bu Song (不宋) (Victoria Song e Mao Buyi) | Wakin Chau            | 刀剑如梦 (A Life of Fighting is But A Dream)                   | Yu Ziyu                   | 7                        |
| 6 | Bu Song (不宋) (Victoria Song e Mao Buyi) | Wakin Chau            | 刀剑如梦 (A Life of Fighting is But A Dream)                   | Zhang Chunru              | 7                        |
| 7 | LTG (Huang Zitao e Lu Han)                | Teresa Teng           | 甜蜜蜜 (Sweet as Honey)                                        | Tian Jingfan              | 17                       |
| 7 | LTG (Huang Zitao e Lu Han)                | Teresa Teng           | 甜蜜蜜 (Sweet as Honey)                                        | Feng Wanhe                | 17                       |
| 7 | LTG (Huang Zitao e Lu Han)                | Teresa Teng           | 甜蜜蜜 (Sweet as Honey)                                        | Kang Xi                   | 17                       |
| 7 | LTG (Huang Zitao e Lu Han)                | Teresa Teng           | 甜蜜蜜 (Sweet as Honey)                                        | Wu Miaoyin                | 17                       |
| 7 | LTG (Huang Zitao e Lu Han)                | Teresa Teng           | 甜蜜蜜 (Sweet as Honey)                                        | Zhang Xinwen              | 17                       |
| 7 | LTG (Huang Zitao e Lu Han)                | Teresa Teng           | 甜蜜蜜 (Sweet as Honey)                                        | Zhou Yulin                | 17                       |
| 7 | Bu Song (不宋) (Victoria Song e Mao Buyi) | Wowkie Zhang          | 哈鹿哈鹿哈鹿 (Ha Lu Ha Lu Ha Lu)                               | Liu Nian                  | 3                        |
| 7 | Bu Song (不宋) (Victoria Song e Mao Buyi) | Wowkie Zhang          | 哈鹿哈鹿哈鹿 (Ha Lu Ha Lu Ha Lu)                               | Ding Shiyu                | 3                        |
| 7 | Bu Song (不宋) (Victoria Song e Mao Buyi) | Wowkie Zhang          | 哈鹿哈鹿哈鹿 (Ha Lu Ha Lu Ha Lu)                               | Sun Zhenni                | 3                        |
| 7 | Bu Song (不宋) (Victoria Song e Mao Buyi) | Wowkie Zhang          | 哈鹿哈鹿哈鹿 (Ha Lu Ha Lu Ha Lu)                               | Wang Yuduo                | 3                        |
| 7 | Bu Song (不宋) (Victoria Song e Mao Buyi) | Wowkie Zhang          | 哈鹿哈鹿哈鹿 (Ha Lu Ha Lu Ha Lu)                               | Wu Xiaoning               | 3                        |
| 7 | Bu Song (不宋) (Victoria Song e Mao Buyi) | Wowkie Zhang          | 哈鹿哈鹿哈鹿 (Ha Lu Ha Lu Ha Lu)                               | Yu Yangzi                 | 3                        |
| 7 | Bu Song (不宋) (Victoria Song e Mao Buyi) | Wowkie Zhang          | 哈鹿哈鹿哈鹿 (Ha Lu Ha Lu Ha Lu)                               | Zhu Ling                  | 3                        |
| 8 | Special stage                             | TFBoys                | 加油! AMIGO (Fighting! AMIGO)                                  | Liu Meng                  | N/A                      |
| 8 | Special stage                             | TFBoys                | 加油! AMIGO (Fighting! AMIGO)                                  | Chen Yujin                | N/A                      |
| 8 | Special stage                             | TFBoys                | 加油! AMIGO (Fighting! AMIGO)                                  | Sun Ruyun                 | N/A                      |
| 8 | Special stage                             | TFBoys                | 加油! AMIGO (Fighting! AMIGO)                                  | Xie Anran                 | N/A                      |
| 8 | Special stage                             | TFBoys                | 加油! AMIGO (Fighting! AMIGO)                                  | Xie Yingjun               | N/A                      |
| 8 | Special stage                             | TFBoys                | 加油! AMIGO (Fighting! AMIGO)                                  | Yao Hui                   | N/A                      |
| 8 | Special stage                             | TFBoys                | 加油! AMIGO (Fighting! AMIGO)                                  | Yuan Jiayi                | N/A                      |
| 9 | Special stage (MIGO TOM/哇偶文化)         | Wowkie Zhang          | Nezha (哪吒闹)                                                 | He Qin (何勤)             | N/A                      |
| 9 | Special stage (MIGO TOM/哇偶文化)         | Wowkie Zhang          | Nezha (哪吒闹)                                                 | Luo Yang Yunzi (罗杨云子) | N/A                      |
| 9 | Special stage (MIGO TOM/哇偶文化)         | Wowkie Zhang          | Nezha (哪吒闹)                                                 | Zhang Qiuxu (张秋絮)      | N/A                      |
| 9 | Special stage (MIGO TOM/哇偶文化)         | Wowkie Zhang          | Nezha (哪吒闹)                                                 | Mei Zi (梅子)             | N/A                      |
| 9 | Special stage (MIGO TOM/哇偶文化)         | Wowkie Zhang          | Nezha (哪吒闹)                                                 | Wang Shuying (王姝颖)     | N/A                      |

### Missão 2: Batalha de posição
Legenda
- Grupo Vencedor
- Center/Líder
- Trainee Mais Votada [e]
- Trainee de Reserva (旁听者) [f]

| # | Posição       | Time                                      | Artista original                  | Música                                                 | Integrantes do time       | Votos individuais | Total de votos individuais | Votos de melhor grupo |
| - | ------------- | ----------------------------------------- | --------------------------------- | ------------------------------------------------------ | ------------------------- | ----------------- | -------------------------- | --------------------- |
| 1 | Dance         | LTG (Huang Zitao e Lu Han)                | Lexie Liu                         | Manta                                                  | Ao Xinyi                  | 74                | 331                        | 83                    |
| 1 | Dance         | LTG (Huang Zitao e Lu Han)                | Lexie Liu                         | Manta                                                  | Hu Maer                   | 51                | 331                        | 83                    |
| 1 | Dance         | LTG (Huang Zitao e Lu Han)                | Lexie Liu                         | Manta                                                  | Li Zimeng                 | 67                | 331                        | 83                    |
| 1 | Dance         | LTG (Huang Zitao e Lu Han)                | Lexie Liu                         | Manta                                                  | Zeng Xueyao               | 97                | 331                        | 83                    |
| 1 | Dance         | LTG (Huang Zitao e Lu Han)                | Lexie Liu                         | Manta                                                  | Zhang Xinwen              | 42                | 331                        | 83                    |
| 1 | Dance         | Bu Song (不宋) (Victoria Song e Mao Buyi) | R1SE                              | Don't Be Stingy (谁都别吝啬)                           | Chen Ke                   | 32                | 221                        | 19                    |
| 1 | Dance         | Bu Song (不宋) (Victoria Song e Mao Buyi) | R1SE                              | Don't Be Stingy (谁都别吝啬)                           | Cui Wenmeixiu             | 59                | 221                        | 19                    |
| 1 | Dance         | Bu Song (不宋) (Victoria Song e Mao Buyi) | R1SE                              | Don't Be Stingy (谁都别吝啬)                           | Lana                      | 57                | 221                        | 19                    |
| 1 | Dance         | Bu Song (不宋) (Victoria Song e Mao Buyi) | R1SE                              | Don't Be Stingy (谁都别吝啬)                           | Ma Yuling                 | 23                | 221                        | 19                    |
| 1 | Dance         | Bu Song (不宋) (Victoria Song e Mao Buyi) | R1SE                              | Don't Be Stingy (谁都别吝啬)                           | Tu Zhiying                | 50                | 221                        | 19                    |
| 2 | Dance         | LTG (Huang Zitao e Lu Han)                | Jolin Tsai, Namie Amuro           | I'm not yours                                          | Li Mengqi                 | 84                | 318                        | 41                    |
| 2 | Dance         | LTG (Huang Zitao e Lu Han)                | Jolin Tsai, Namie Amuro           | I'm not yours                                          | Bian Ka                   | 9                 | 318                        | 41                    |
| 2 | Dance         | LTG (Huang Zitao e Lu Han)                | Jolin Tsai, Namie Amuro           | I'm not yours                                          | Li Jiaen                  | 54                | 318                        | 41                    |
| 2 | Dance         | LTG (Huang Zitao e Lu Han)                | Jolin Tsai, Namie Amuro           | I'm not yours                                          | Liu Nian                  | 56                | 318                        | 41                    |
| 2 | Dance         | LTG (Huang Zitao e Lu Han)                | Jolin Tsai, Namie Amuro           | I'm not yours                                          | Xu Xiaohan                | 115               | 318                        | 41                    |
| 2 | Dance         | Bu Song (不宋) (Victoria Song e Mao Buyi) | Yi Ming (一铭)                    | Riding My Favorite Moped (骑上我心爱的小摩托)          | Lin Junyi                 | 68                | 230                        | 7                     |
| 2 | Dance         | Bu Song (不宋) (Victoria Song e Mao Buyi) | Yi Ming (一铭)                    | Riding My Favorite Moped (骑上我心爱的小摩托)          | Gao Zhi                   | 64                | 230                        | 7                     |
| 2 | Dance         | Bu Song (不宋) (Victoria Song e Mao Buyi) | Yi Ming (一铭)                    | Riding My Favorite Moped (骑上我心爱的小摩托)          | Liu Meng                  | 44                | 230                        | 7                     |
| 2 | Dance         | Bu Song (不宋) (Victoria Song e Mao Buyi) | Yi Ming (一铭)                    | Riding My Favorite Moped (骑上我心爱的小摩托)          | Liu Yulu                  | 5                 | 230                        | 7                     |
| 2 | Dance         | Bu Song (不宋) (Victoria Song e Mao Buyi) | Yi Ming (一铭)                    | Riding My Favorite Moped (骑上我心爱的小摩托)          | Shi Ruiyi                 | 49                | 230                        | 7                     |
| 2 | Dance         | Bu Song (不宋) (Victoria Song e Mao Buyi) | Yi Ming (一铭)                    | Riding My Favorite Moped (骑上我心爱的小摩托)          | Sun Ruyun                 | N/A (Reserva)     | 230                        | 7                     |
| 3 | Vocal         | LTG (Huang Zitao e Lu Han)                | Yida Huang                        | That Girl Said To Me (那女孩对我)                      | Chen Zhuoxuan             | 34                | 238                        | 9                     |
| 3 | Vocal         | LTG (Huang Zitao e Lu Han)                | Yida Huang                        | That Girl Said To Me (那女孩对我)                      | Sun Zhenni                | 66                | 238                        | 9                     |
| 3 | Vocal         | LTG (Huang Zitao e Lu Han)                | Yida Huang                        | That Girl Said To Me (那女孩对我)                      | Tian Jingfan              | 48                | 238                        | 9                     |
| 3 | Vocal         | LTG (Huang Zitao e Lu Han)                | Yida Huang                        | That Girl Said To Me (那女孩对我)                      | Wang Ke                   | 61                | 238                        | 9                     |
| 3 | Vocal         | LTG (Huang Zitao e Lu Han)                | Yida Huang                        | That Girl Said To Me (那女孩对我)                      | Wang Lina                 | 29                | 238                        | 9                     |
| 3 | Dance         | Bu Song (不宋) (Victoria Song e Mao Buyi) | Su Yunying                        | Time (时候)                                            | Jiang Zhenyu              | 115               | 318                        | 67                    |
| 3 | Dance         | Bu Song (不宋) (Victoria Song e Mao Buyi) | Su Yunying                        | Time (时候)                                            | Hu Jiaxin                 | 30                | 318                        | 67                    |
| 3 | Dance         | Bu Song (不宋) (Victoria Song e Mao Buyi) | Su Yunying                        | Time (时候)                                            | Kang Xi                   | 24                | 318                        | 67                    |
| 3 | Dance         | Bu Song (不宋) (Victoria Song e Mao Buyi) | Su Yunying                        | Time (时候)                                            | Sally/Liu Xiening         | 95                | 318                        | 67                    |
| 3 | Dance         | Bu Song (不宋) (Victoria Song e Mao Buyi) | Su Yunying                        | Time (时候)                                            | Xie Anran                 | 54                | 318                        | 67                    |
| 4 | Vocal         | LTG (Huang Zitao e Lu Han)                | Landy Wen                         | Summer Breeze (夏天的风)                               | Zhang Yifan               | 47                | 179                        | 5                     |
| 4 | Vocal         | LTG (Huang Zitao e Lu Han)                | Landy Wen                         | Summer Breeze (夏天的风)                               | Ji Yangliu                | 53                | 179                        | 5                     |
| 4 | Vocal         | LTG (Huang Zitao e Lu Han)                | Landy Wen                         | Summer Breeze (夏天的风)                               | Yu Ziyu                   | 14                | 179                        | 5                     |
| 4 | Vocal         | LTG (Huang Zitao e Lu Han)                | Landy Wen                         | Summer Breeze (夏天的风)                               | Zhang Yazhuo              | 22                | 179                        | 5                     |
| 4 | Vocal         | LTG (Huang Zitao e Lu Han)                | Landy Wen                         | Summer Breeze (夏天的风)                               | Zhu Ling                  | 43                | 179                        | 5                     |
| 4 | Vocal         | Bu Song (不宋) (Victoria Song e Mao Buyi) | Diana Wang (王詩安)               | Poem (一步成诗)                                        | Miao Jingou               | 108               | 373                        | 36                    |
| 4 | Vocal         | Bu Song (不宋) (Victoria Song e Mao Buyi) | Diana Wang (王詩安)               | Poem (一步成诗)                                        | Feng Wanhe                | 31                | 373                        | 36                    |
| 4 | Vocal         | Bu Song (不宋) (Victoria Song e Mao Buyi) | Diana Wang (王詩安)               | Poem (一步成诗)                                        | Wu Yalu                   | 58                | 373                        | 36                    |
| 4 | Vocal         | Bu Song (不宋) (Victoria Song e Mao Buyi) | Diana Wang (王詩安)               | Poem (一步成诗)                                        | Nene/Zheng Naixin         | 120               | 373                        | 36                    |
| 4 | Vocal         | Bu Song (不宋) (Victoria Song e Mao Buyi) | Diana Wang (王詩安)               | Poem (一步成诗)                                        | Winnie Zhong/Zhong Feifei | 56                | 373                        | 36                    |
| 5 | Vocal         | LTG (Huang Zitao e Lu Han)                | EXCUSE ME (打扰一下乐团)          | The World Would Not Easily Collapse (世界不会轻易崩塌) | Curley Gao/Xilin Nayi Gao | 93                | 354                        | 57                    |
| 5 | Vocal         | LTG (Huang Zitao e Lu Han)                | EXCUSE ME (打扰一下乐团)          | The World Would Not Easily Collapse (世界不会轻易崩塌) | Chen Qiannan              | 22                | 354                        | 57                    |
| 5 | Vocal         | LTG (Huang Zitao e Lu Han)                | EXCUSE ME (打扰一下乐团)          | The World Would Not Easily Collapse (世界不会轻易崩塌) | Huang Enru                | 59                | 354                        | 57                    |
| 5 | Vocal         | LTG (Huang Zitao e Lu Han)                | EXCUSE ME (打扰一下乐团)          | The World Would Not Easily Collapse (世界不会轻易崩塌) | Wang Yijin                | 97                | 354                        | 57                    |
| 5 | Vocal         | LTG (Huang Zitao e Lu Han)                | EXCUSE ME (打扰一下乐团)          | The World Would Not Easily Collapse (世界不会轻易崩塌) | Zhang Qing                | 83                | 354                        | 57                    |
| 5 | Composição    | Bu Song (不宋) (Victoria Song e Mao Buyi) | Canção original ainda não lançada | Starlight MOU (星光备忘录)                             | Yao Hui                   | 35                | 198                        | 11                    |
| 5 | Composição    | Bu Song (不宋) (Victoria Song e Mao Buyi) | Canção original ainda não lançada | Starlight MOU (星光备忘录)                             | Su Ruiqi                  | 60                | 198                        | 11                    |
| 5 | Composição    | Bu Song (不宋) (Victoria Song e Mao Buyi) | Canção original ainda não lançada | Starlight MOU (星光备忘录)                             | Yu Yangzi                 | 10                | 198                        | 11                    |
| 5 | Composição    | Bu Song (不宋) (Victoria Song e Mao Buyi) | Canção original ainda não lançada | Starlight MOU (星光备忘录)                             | Zhong Xin                 | 59                | 198                        | 11                    |
| 5 | Composição    | Bu Song (不宋) (Victoria Song e Mao Buyi) | Canção original ainda não lançada | Starlight MOU (星光备忘录)                             | Joyce Chu/Zhu Zhuai       | 34                | 198                        | 11                    |
| 5 | Composição    | Bu Song (不宋) (Victoria Song e Mao Buyi) | Canção original ainda não lançada | Starlight MOU (星光备忘录)                             | Li Chengxi                | N/A (Reserva)     | 198                        | 11                    |
| 5 | Composição    | Bu Song (不宋) (Victoria Song e Mao Buyi) | Canção original ainda não lançada | Starlight MOU (星光备忘录)                             | Wang Xiyao                | N/A (Reserva)     | 198                        | 11                    |
| 6 | Dança e Vocal | Special performance (五个小超人)          | Bishop Briggs                     | River                                                  | Zhao Yue                  | 66                | 278                        | 82                    |
| 6 | Dança e Vocal | Special performance (五个小超人)          | Bishop Briggs                     | River                                                  | Hua Chengyan              | 35                | 278                        | 82                    |
| 6 | Dança e Vocal | Special performance (五个小超人)          | Bishop Briggs                     | River                                                  | Ma Sihui                  | 67                | 278                        | 82                    |
| 6 | Dança e Vocal | Special performance (五个小超人)          | Bishop Briggs                     | River                                                  | Wang Yiqiao               | 21                | 278                        | 82                    |
| 6 | Dança e Vocal | Special performance (五个小超人)          | Bishop Briggs                     | River                                                  | Xu Yiyang                 | 89                | 278                        | 82                    |

### Missão 3: Batalha de conceitos
Legenda
- Grupo Vencedor
- Center/Líder[i]
- Trainee Mais Votada

| # | Produtor     | Música                                          | Artista convidado                | Integrantes do time       | Votos individuais | Total de votos individuais | Votos de melhor time |
| - | ------------ | ----------------------------------------------- | -------------------------------- | ------------------------- | ----------------- | -------------------------- | -------------------- |
| 1 | Gong Ge      | 《怪女孩》 (Miss Freak)                         | 施柏宇 (Patrick Shih)            | Xu Yiyang                 | 114               | 287                        | 78                   |
| 1 | Gong Ge      | 《怪女孩》 (Miss Freak)                         | 施柏宇 (Patrick Shih)            | Chen Ke                   | 17                | 287                        | 78                   |
| 1 | Gong Ge      | 《怪女孩》 (Miss Freak)                         | 施柏宇 (Patrick Shih)            | Lana                      | 39                | 287                        | 78                   |
| 1 | Gong Ge      | 《怪女孩》 (Miss Freak)                         | 施柏宇 (Patrick Shih)            | Xie Anran                 | 47                | 287                        | 78                   |
| 1 | Gong Ge      | 《怪女孩》 (Miss Freak)                         | 施柏宇 (Patrick Shih)            | Yao Hui                   | 8                 | 287                        | 78                   |
| 1 | Gong Ge      | 《怪女孩》 (Miss Freak)                         | 施柏宇 (Patrick Shih)            | Zhang Yifan               | 62                | 287                        | 78                   |
| 2 | Zheng Nan    | 《离群》 (Outlier)                              | 李治廷 (Aarif Rahman/Li Zhiting) | Wang Yijin                | 111               | 286                        | 37                   |
| 2 | Zheng Nan    | 《离群》 (Outlier)                              | 李治廷 (Aarif Rahman/Li Zhiting) | Chen Zhuoxuan             | 42                | 286                        | 37                   |
| 2 | Zheng Nan    | 《离群》 (Outlier)                              | 李治廷 (Aarif Rahman/Li Zhiting) | Hua Chengyan              | 17                | 286                        | 37                   |
| 2 | Zheng Nan    | 《离群》 (Outlier)                              | 李治廷 (Aarif Rahman/Li Zhiting) | Lin Junyi                 | 19                | 286                        | 37                   |
| 2 | Zheng Nan    | 《离群》 (Outlier)                              | 李治廷 (Aarif Rahman/Li Zhiting) | Ma Sihui                  | 73                | 286                        | 37                   |
| 2 | Zheng Nan    | 《离群》 (Outlier)                              | 李治廷 (Aarif Rahman/Li Zhiting) | Zhang Qing                | 24                | 286                        | 37                   |
| 3 | Da Zhangwei  | 《每天起来唱一油》 (Sing It Once Every Morning) | 王大陸 (Darren Wang)             | Sally/Liu Xiening         | 78                | 288                        | 12                   |
| 3 | Da Zhangwei  | 《每天起来唱一油》 (Sing It Once Every Morning) | 王大陸 (Darren Wang)             | Liu Nian                  | 20                | 288                        | 12                   |
| 3 | Da Zhangwei  | 《每天起来唱一油》 (Sing It Once Every Morning) | 王大陸 (Darren Wang)             | Wang Ke                   | 64                | 288                        | 12                   |
| 3 | Da Zhangwei  | 《每天起来唱一油》 (Sing It Once Every Morning) | 王大陸 (Darren Wang)             | Xu Xiaohan                | 24                | 288                        | 12                   |
| 3 | Da Zhangwei  | 《每天起来唱一油》 (Sing It Once Every Morning) | 王大陸 (Darren Wang)             | Joyce Chu/Zhu Zhuai       | 102               | 288                        | 12                   |
| 4 | Han Xingzhou | 《对心》 (Right Place)                          | 任豪 (Ren Hao do R1SE)           | Zhao Yue                  | 80                | 290                        | 26                   |
| 4 | Han Xingzhou | 《对心》 (Right Place)                          | 任豪 (Ren Hao do R1SE)           | Chen Qiannan              | 19                | 290                        | 26                   |
| 4 | Han Xingzhou | 《对心》 (Right Place)                          | 任豪 (Ren Hao do R1SE)           | Liu Meng                  | 53                | 290                        | 26                   |
| 4 | Han Xingzhou | 《对心》 (Right Place)                          | 任豪 (Ren Hao do R1SE)           | Su Ruiqi                  | 105               | 290                        | 26                   |
| 4 | Han Xingzhou | 《对心》 (Right Place)                          | 任豪 (Ren Hao do R1SE)           | Zeng Xueyao               | 33                | 290                        | 26                   |
| 5 | Zheng Nan    | 《着迷》 (Lost in ME)                           | 丁禹兮 (Ryan Ding/Ding Yuxi)     | Nene/Zheng Naixin         | 157               | 284                        | 70                   |
| 5 | Zheng Nan    | 《着迷》 (Lost in ME)                           | 丁禹兮 (Ryan Ding/Ding Yuxi)     | Hu Jiaxin                 | 45                | 284                        | 70                   |
| 5 | Zheng Nan    | 《着迷》 (Lost in ME)                           | 丁禹兮 (Ryan Ding/Ding Yuxi)     | Hu Maer                   | 21                | 284                        | 70                   |
| 5 | Zheng Nan    | 《着迷》 (Lost in ME)                           | 丁禹兮 (Ryan Ding/Ding Yuxi)     | Kang Xi                   | 19                | 284                        | 70                   |
| 5 | Zheng Nan    | 《着迷》 (Lost in ME)                           | 丁禹兮 (Ryan Ding/Ding Yuxi)     | Li Jiaen                  | 30                | 284                        | 70                   |
| 5 | Zheng Nan    | 《着迷》 (Lost in ME)                           | 丁禹兮 (Ryan Ding/Ding Yuxi)     | Wu Yalu                   | 12                | 284                        | 70                   |
| 6 | Xu Rongzhen  | 《Ice Queen》                                   | 张云龙 (Zhang Yunlong)           | Curley Gao/Xilin Nayi Gao | 133               | 291                        | 65                   |
| 6 | Xu Rongzhen  | 《Ice Queen》                                   | 张云龙 (Zhang Yunlong)           | Li Mengqi                 | 40                | 291                        | 65                   |
| 6 | Xu Rongzhen  | 《Ice Queen》                                   | 张云龙 (Zhang Yunlong)           | Sun Zhenni                | 48                | 291                        | 65                   |
| 6 | Xu Rongzhen  | 《Ice Queen》                                   | 张云龙 (Zhang Yunlong)           | Tian Jingfan              | 43                | 291                        | 65                   |
| 6 | Xu Rongzhen  | 《Ice Queen》                                   | 张云龙 (Zhang Yunlong)           | Wang Yiqiao               | 18                | 291                        | 65                   |
| 6 | Xu Rongzhen  | 《Ice Queen》                                   | 张云龙 (Zhang Yunlong)           | Winnie Zhong/Zhong Feifei | 9                 | 291                        | 65                   |

### Missão 4: Batalha final
| Música                   | Integrantes do time       |
| ------------------------ | ------------------------- |
| 《摩登天后 It's a Bomb》 | Nene/Zheng Naixin         |
| 《摩登天后 It's a Bomb》 | Sally/Liu Xiening         |
| 《摩登天后 It's a Bomb》 | Joyce Chu/Zhu Zhuai       |
| 《摩登天后 It's a Bomb》 | Liu Nian                  |
| 《摩登天后 It's a Bomb》 | Wu Yalu                   |
| 《摩登天后 It's a Bomb》 | Su Ruiqi                  |
| 《摩登天后 It's a Bomb》 | Wang Ke                   |
| 《摩登天后 It's a Bomb》 | Liu Meng                  |
| 《火羽 Phoenix》         | Zhao Yue                  |
| 《火羽 Phoenix》         | Curley Gao/Xilin Nayi Gao |
| 《火羽 Phoenix》         | Wang Yijin                |
| 《火羽 Phoenix》         | Chen Zhuoxuan             |
| 《火羽 Phoenix》         | Xu Yiyang                 |
| 《火羽 Phoenix》         | Zhang Yifan               |
| 《火羽 Phoenix》         | Lin Junyi                 |

## Discografia

### Singles
| Título                                        | Lançamento        | Língua   | Gravadora |
| --------------------------------------------- | ----------------- | -------- | --------- |
| 《你最最最重要》 （You Are Everything To Me） | 2 de maio de 2019 | Mandarim | Tencent   |